# Mia Pohánková
Mia Pohánková, née le 21 octobre 2008 à Levice, en Slovaquie, est une joueuse de tennis slovaque.

## Biographie
Mia Pohánková commence le tennis à l'âge de quatre ans.

## Carrière
En octobre 2024, elle gagne, à 15 ans, son 1er titre professionnel sur le circuit ITF au tournoi 75 000$ de Bratislava,.
Le 13 avril 2025, elle dispute en double son 1er match pour la Slovaquie lors de la phase de poules de la Coupe Billie Jean King 2025; associée à Tereza Mihalíková, elle bat la paire américaine Desirae Krawczyk / Asia Muhammad lors du 3e match sans enjeu.
Elle fait ses débuts sur le circuit WTA en juin 2025; elle reçoit une wild card pour participer aux qualifications du tournoi WTA 500 de Berlin. Elle est éliminée au premier tour des qualifications par la Tchèque Kateřina Siniaková.
En juillet 2025, elle remporte le tournoi junior de Wimbledon,,, face à l'Amléricaine Julieta Pareja après avoir écarté la tête de série n°1 Emerson Jones en quarts de finale et Mika Stojsavljevic, vainqueure de l'US Open Junior en 2024, au 1er tour. Elle succède à sa compatriote Renáta Jamrichová qui avait gagné en 2024.

## Parcours en Grand Chelem junior

### Simples filles
| Année | Open d'Australie | Open d'Australie   | Internationaux de France | Internationaux de France | Wimbledon      | Wimbledon      | US Open        | US Open          |
| ----- | ---------------- | ------------------ | ------------------------ | ------------------------ | -------------- | -------------- | -------------- | ---------------- |
| 2024  | —                | —                  | 1/8 de finale            | Kristina Penickova       | 2e tour (1/16) | Flora Johnson  | 2e tour (1/16) | Teodora Kostović |
| 2025  | 1/2 finale       | Kristina Penickova | 1/8 de finale            | Sarah Fajmonova          | Victoire       | Julieta Pareja | —              | —                |

N.B. : à droite du résultat se trouve le nom de l'ultime adversaire.

### Double filles
| 2024 | —                                                                               | —                                                                                | 1/8 de finale V. Mediorreal Arias \|\| style="text-align:left;" \| R. Jamrichová T. Valentová | 1er tour (1/16) C. McNeil \|\| style="text-align:left;" \| A. Arystanbekova S. Zhiyenbayeva | 1er tour (1/16) O. Carneiro \|\| style="text-align:left;" \| I. Ivanova J. Vandromme |
| 2025 | 1/8 de finale J. Vandromme \|\| style="text-align:left;" \| E. Jones H. Klugman | 1/2 finale L. Tagger \|\| style="text-align:left;" \| E. Bennemann S. Zhenikhova | 1/8 de finale L. Vujović \|\| style="text-align:left;" \| J. Paštiková J. Stusek              | —                                                                                           | —                                                                                    |

N.B. : le nom de la partenaire se trouve sous le résultat ; le nom des ultimes adversaires se trouve à droite.

## Classements WTA en fin de saison
| Année          | 2023 | 2024 |
| Rang en simple | 948  | 577  |
| Rang en double | 951  | –    |

Source : (en) Classements de Mia Pohánková sur le site officiel de la Fédération internationale de tennis